# جابرييل باراسشيف
جابرييل باراسشيف (بالرومانية: Gabriel Paraschiv)‏ (27 مارس 1978 في رومانيا - ) هو لاعب كرة قدم روماني في مركز الوسط. شارك مع منتخب رومانيا لكرة القدم. أما مع النوادي، فقد لعب مع نادي أوتسيلول غالاتسي ونادي بترولول بلويشتي وFCM Târgoviște ‏ وCSM Flacăra Moreni ‏.

## روابط خارجية
- جابرييل باراسشيف على موقع قاعدة بيانات كرة القدم.إي يو (الإنجليزية)
- جابرييل باراسشيف على موقع ناشيونال فوتبول تيمز (الإنجليزية)
- جابرييل باراسشيف على موقع Soccerway.com (الإنجليزية)
- جابرييل باراسشيف على موقع عالم كرة القدم.نت (الإنجليزية)